# Fratellanze e sorellanze
Fratellanze e sorellanze (in lingua inglese Fraternities and sororities) dette anche Organizzazioni di lettera Greca sono  organizzazioni sociali presso college e università. Forme di fraternità sociale, esse sono prevalenti negli Stati Uniti, in Canada e nelle Filippine. Organizzazioni similari si trovano in altri Paesi, come le tedesche Studentenverbindung, le polacche korporacje, ecc.
Similari organizzazioni, ma molto meno comuni, esistono anche tra studenti di scuola secondaria. Nell'uso moderno in Nordamerica, Greek letter organization è spesso sinonimo dei termini fraternity e sorority. Due altri tipi di fratellanza, fratellanze professionali e honor societies, incorporano alcuni, limitati elementi, delle organizzazioni tradizionali delle fratellanze, ma sono in genere considerate un differente tipo di associazione. 
Generalmente l'appartenenza a una fratellanza o sorellanza riguarda studenti non laureati, ma prosegue per tutta la vita. Alcune di queste organizzazioni possono accettare studenti laureati per disposizione istituzionale.
Singole fratellanze e sorellanze variano nell'organizzazione e negli scopi, ma la maggior parte condividono cinque elementi comuni:
1. Segretezza
2. Appartenenza a un unico sesso
3. Selezione di nuovi membri sulla base di un procedimento di controllo in due parti e di un procedimento probatorio noto come rushing and pledging (affrettarsi e impegnarsi)
4. Possesso e occupazione di una proprietà residenziale dove vivono i membri non laureati
5. Un insieme di simboli identificativi che possono includere lettere greche, stemmi, cifre, distintivi, strette di mano, segni manuali, parole d'ordine, fiori e colori.

Fratellanze e sorellanze impegnate in attività filantropiche ospitano ricevimenti, provvedono all'addestramento completo dei nuovi membri quali istruzioni sull'etichetta, abiti e maniere e creano opportunità di contatti per i membri appena laureati; fratellanze e sorellanze negli Stati Uniti possono usufruire di esenzioni fiscali.
Fratellanze e sorellanze sono state ampiamente criticate con accuse di praticare l'elitismo e favoritismi di gruppo, discriminazioni contro studenti di colore e altri gruppi emarginati, di praticare pericolosi rituali di nonnismo e facilitare l'abuso di bevande alcoliche. Specificatamente le fratellanze sono poi state criticate d'incoraggiare comportamenti misogini e perpetrare violenze sessuali. Molti college e Università hanno cercato di riformare o eliminare la vita delle Greek letter organization a causa di questi comportamenti, ma questi sforzi hanno dato origine a forti controversie.

## Storia

### Istituzioni e inizi

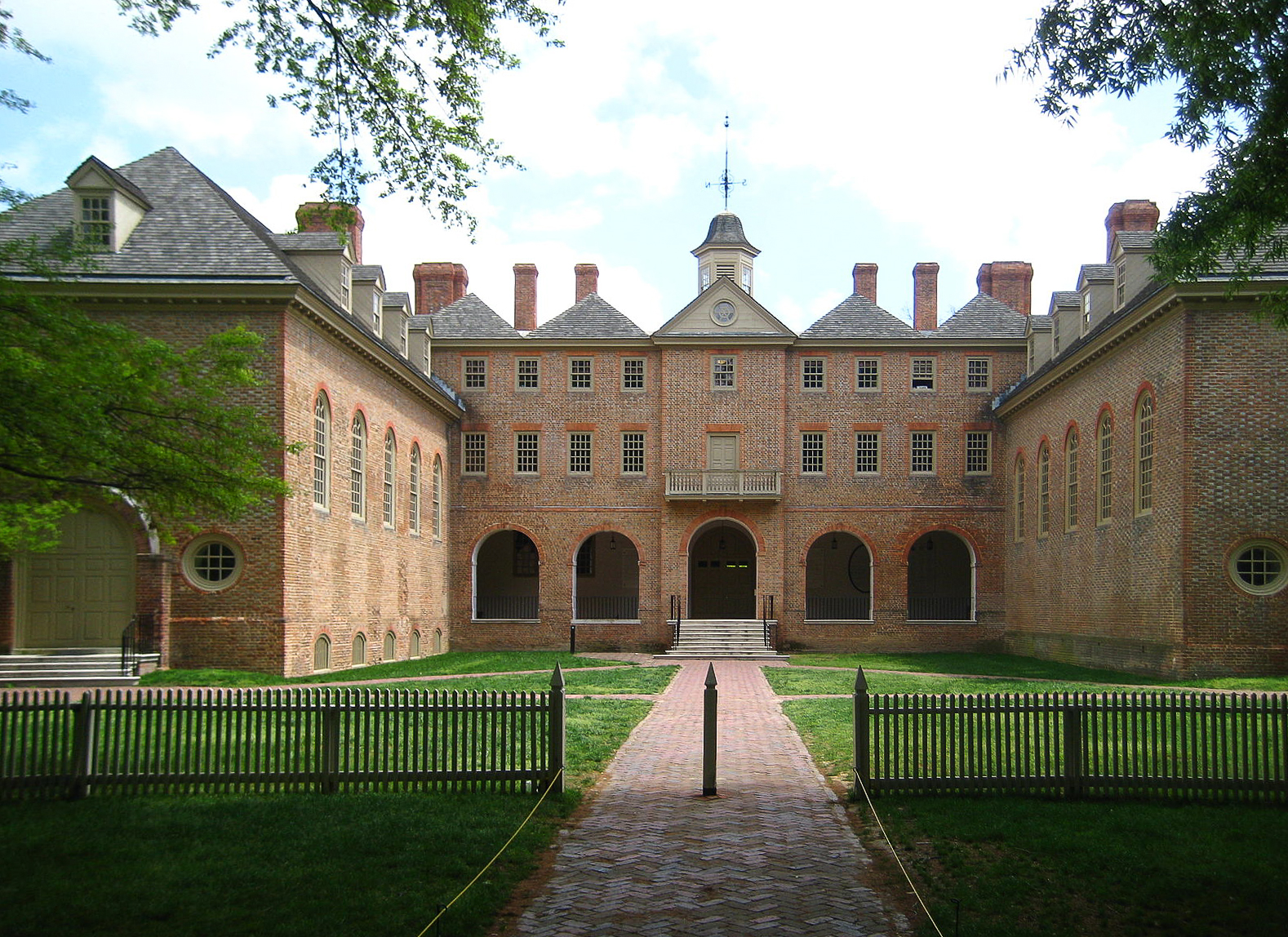
Il sistema della fratellanze nel Nordamerica iniziò al College di William e Mary nel 1755.

La prima fratellanza del Nordamerica che incorporasse la maggior parte degli elementi delle moderne fratellanze fu Phi Beta Kappa, fondata al College di William e Mary nel 1775. La fondazione di Phi Beta Kappa seguì la prima costituzione di due altre società segrete di studenti che erano esistite in quel campus agli inizi degli anni 1750. Nel 1779 Phi Beta Kappa si espanse fino a comprendere i capitoli ad Harvard e Yale. All'inizio del XIX secolo, l'organizzazione si trasformò in una società di onore scolastica e abbandonò la segretezza.
Nel 1825, Kappa Alpha Society, la prima fratellanza a mantenere le sue caratteristiche sociali, fu fondata presso lo Union College. Nel 1827, anche Sigma Phi e Delta Phi furono fondate nella stessa istituzione, creando la Union Triad. Le successive nascite di Psi Upsilon (1833), Chi Psi (1841) e Theta Delta Chi (1847) sono collettivamente definite Union College come Madri delle Fratellanze.
La fratellanza sociale Chi Phi, ufficialmente formatasi nel 1854, ma tracce delle sue radici sono in una organizzazione di breve durata fondata a Princeton nel 1824, porta lo stesso nome.
Le fratellanze rappresentavano l'incrocio tra un dining club, una società letteraria e un ordine iniziatico segreto come la Massoneria. Alla loro iniziale crescita si opposero fortemente gli amministratori delle università, tuttavia la crescente influenza dei membri della fratellanza, così come parecchi casi di corti di alto profilo, riuscirono ampiamente a mutare l'opposizione entro gli anni 1880. Il primo salone per incontri della fratellanza, o loggia, pare fosse stata quella del capitolo Alpha Epsilon di Chi Psi presso l'Università del Michigan nel 1845, portando alla tradizione in quella fraternità a chiamare i loro edifici "logge". Poiché allora l'appartenenza a una fratellanza era punibile con l'espulsione, in molti college la sede fu posta nella profondità di un bosco.
Il primo edificio residenziale di un capitolo, costruito da una fratellanza, si crede sia stato quello della Alpha Delta Phi presso la Cornell University, nel 1878. Alpha Tau Omega divenne la prima fratellanza a possedere un edificio residenziale nel Sud allorché, nel 1880, il suo capitolo presso l'Università del Sud ne acquistò uno. Capitoli di molte fratellanze seguirono, acquistando e, meno spesso, fabbricati con l'aiuto di alunni. Il capitolo di Phi Sigma Kappa a Cornell, completato nel 1902, è il più antico di questi ed è ancora occupato dai suoi fraterni costruttori.

### Religione

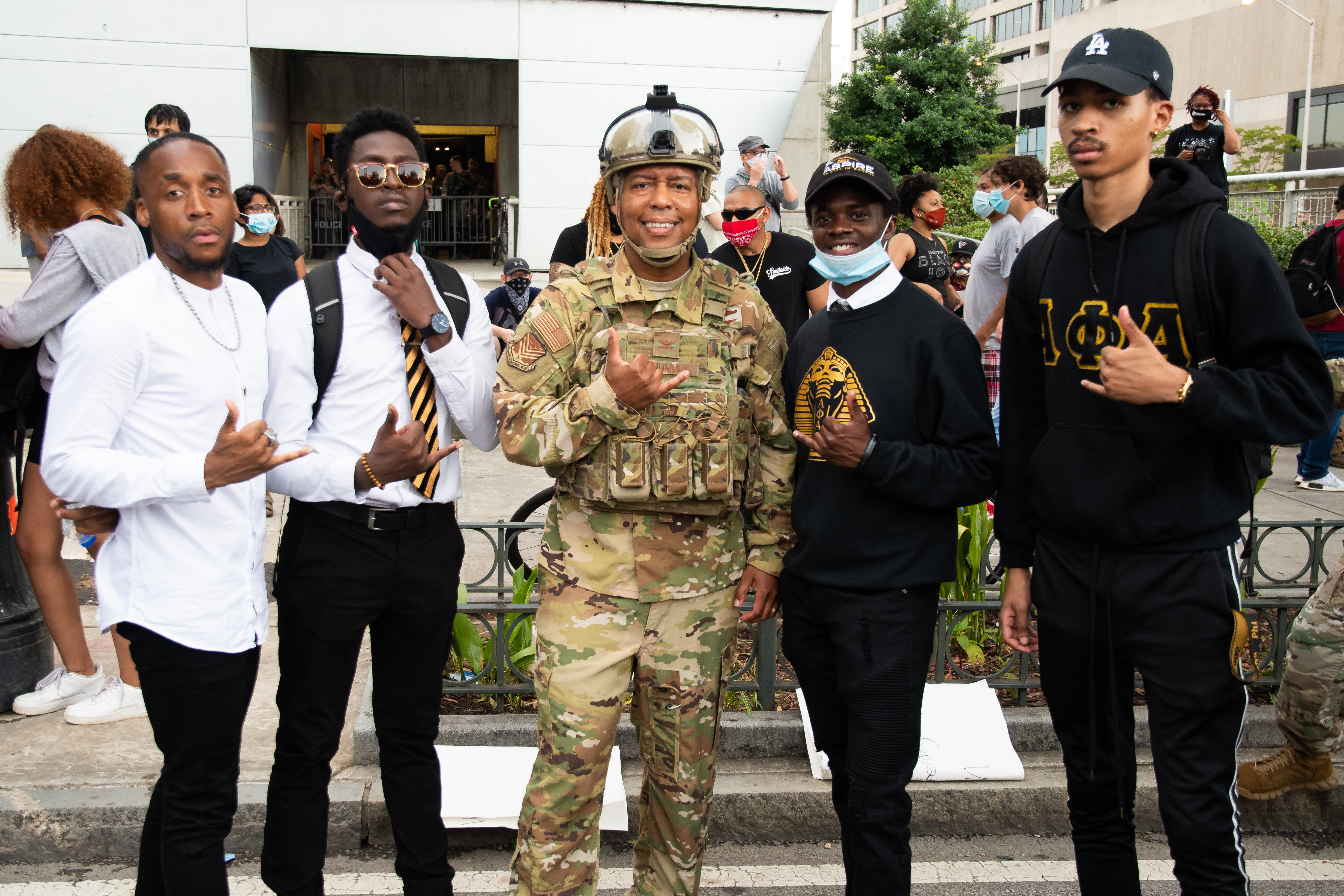
I membri della fratellanza Alpha Phi Alpha assistono la Georgia Air National Guard durante una protesta di George Floyd ad Atlanta nel giugno 2020

Molte delle prime fratellanze fanno riferimento ai principi cristiani o a un Essere supremo in generale, come caratteristica di ordini fraterni. Alcune, come la Alpha Chi Rho (1895) e la Alpha Kappa Lambda (1907), ammettevano solo cristiani, mentre altre, come Beta Sigma Psi (1925) e Phi Kappa Theta (1959), si rivolgevano a studenti appartenenti a certe denominazioni di cristianesimo, come il luteranesimo e il cattolicesimo.
A causa dell'esclusione dalle fraternità cristiane negli Stati Uniti, gli studenti ebrei cominciarono a fondare le proprie fratellanze nel periodo dal 1895 al 1920, la prima delle quali fu la Zeta Beta Tau, fondata nel 1898.
Sebbene molte delle caratteristiche specificatamente religiose richieste da varie fratellanze e sorellanze siano state ridotte o rimosse, ve ne sono alcune oggi che continuano a mantenere la loro fede come punto focale, come la Beta Upsilon Chi (1985) e la Sigma Alpha Omega (1998).